# Alexy Miklós
Alexy Miklós (Győr, 1929. – Győr, 1986. szeptember 27.) orvos.

## Tanulmányai
A győri Czuczor Gergely Bencés Gimnáziumban érettségizett, majd orvosi tanulmányait a budapesti egyetemen kitüntetéssel végezte.

## Élete
Első munkahelye a szombathelyi megyei kórház volt, de 1960-ban visszakerült szülővárosába, a győri megyei kórház belgyógyászati osztályára, és Nyári László egyetemi magántanár beosztottja lett. Belgyógyász szakvizsgát tett, kinevezték az akkor alakuló IV-es számú belgyógyászati osztály vezető főorvosának, ahol hematológiai részleget szervezett. Több szakirányú cikk mellett két tankönyvet írt egészségügyi szakdolgozók számára.

## Művei
- Belgyógyászat - alkalmazott gyógyszertan (Bp., 1980.) (Horváth Ottóval)
- Belgyógyászat egészségügyi szakiskolák részére (Bp., 1966.) (társszerző: Lajtay György)
- Hatéves haemoblastosisos anyagunk = Közlemények Győr-Sopron megye kórházaiból 7. köt. (Győr, 1977.)
- A leukocyták alkalikus phosphatase aktivitásának vizsgálatából levonható tanulságok = Közlemények a Győr-Sopron megye kórházaiból 3. köt. (Győr, 1966.)